# Пінон пурпуровий
Пі́нон пурпуровий (Ducula whartoni) — вид голубоподібних птахів родини голубових (Columbidae). Ендемік острова Різдва.

## Опис
Довжина птаха становить 43,5-47 см, вага 383-700 г. Самиці дещо менші за самців. Забарвлення переважно чорнувато-сіре, нижня частина тіла дещо світліша, має бордовий відтінок. Потилиця і спина мають зеленуватий відблиск, кінчики крил і хвоста мають блакитно-зелений відблиск. Гузка, стегна і нижні покривні пера хвоста рудувато-коричневі. Очі жовті або оранжеві, дзьоб чорний, пер'я біля його основи біле, лапи пурпурово-червоні. Молоді птахи мають тьмяне забарвлення, нижня частина спини і надхвістя у них не мають зеленуватого відблиску, груди і живіт коричневі, тім'я темно-сіре, лапи сіро-коричневі, очі темно-карі.

## Поширення і екологія
Пурпурові пінони є ендеміками острова Різдва площею 135 км². Вони живуть у вологих рівнинних тропічних лісах, переважно на плато в центрі острова, а також у вторинних заростях. Зустрічаються зграйками. Живляться плодами, зокрема Celtis timorensis, фікусами, Melia azedarach, Syzygium nervosum і Tristiropsis acutangula, а також інтродукованої Muntingia calabura. Оскільки пурпуровий пінон і крилан 'Pteropus melanotus є єдиними великими фруктоїдними тваринами на острові, то вони відіграють дуже важливу роль у поширенні деяких видів рослин. Завдяки своїм широким дзьобам пурпурові пінони можуть повністю ковтати плоди, однак вони не можуть перетравити насіння, яке виділяється з послідом. Сезон розмноження триває з серпня по квітень, переважно з листопада по березень. Гніздо робиться з сухих гілок і розміщується в кроні дерева. В кладці 1, рідше 2 яйця, за сезон може вилупитися два виводки.

## Збереження
МСОП класифікує стан збереження цього виду як близький до загрозливого. За оцінками дослідників, популяція пурпурових пінонів становить приблизно 5000 птахів. Це досить поширений вид в межах свого невеликого ареалу. Йому можуть загрожувати інтродуковані щури і коти, а також інвазивні хижі мурахи Anoplolepis gracilipes.